# Ловынь
Ловынь (укр. Ловинь) — село в Репкинском районе Черниговской области Украины. Население 462 человека. Занимает площадь 2,55 км². Расположено на реке Ловынька.
Код КОАТУУ: 7424483601. Почтовый индекс: 15030. Телефонный код: +380 4641.

## Власть
Орган местного самоуправления — Ловынский сельский совет. Почтовый адрес: 15031, Черниговская обл., Репкинский р-н, с. Ловынь, ул. Заречная, 4а.